# Tenergie
Tenergie est une société française spécialisée dans la construction de centrales solaires photovoltaïques.

## Historique
L'entreprise est fondée en 2008 par Nicolas Jeuffrain et d'autres personnes.
En 2018, elle lance la plateforme Terres d'énergie avec le crédit agricole Pyrénées Gasgogne pour financer à long terme des centrales solaires. Celle-ci détient 851 centrales dont deux parcs éoliens pour une capacité installée cumulée de 488 MW quand la Banque des territoires entre au capital en 2020 avec une prise de participation de 90 millions d'euros.
En novembre 2022, la SNCF annonce que Tenergie équipera les parkings de cent-dix-neuf de ses gares d'ombrières.

## Activités
Tenergie construit et exploite des centrales solaires photovoltaïques au sol, sur des serres et sur des toitures .
En 2018, elle est le deuxième producteur d'électricité solaire en France derrière Engie avec 303 MWc de capacités installées.
Le siège de l'entreprise est situé à Meyreuil, dans les Bouches-du-Rhône. Elle compte 80 salariés en 2019.